# Anthosoma crassum
Anthosoma crassum är en kräftdjursart som först beskrevs av Abildgaard 1794.  Anthosoma crassum ingår i släktet Anthosoma och familjen Dichelesthiidae. Arten är reproducerande i Sverige. Inga underarter finns listade i Catalogue of Life.